# Rebelové (album)
Rebelové je album s písněmi z českého muzikálového filmu Rebelové z roku 2001, vydané společností Supraphon

## Seznam skladeb
| Pořadí | Název                                             | Délka |
| ------ | ------------------------------------------------- | ----- |
| 1.     | Měsíc                                             | 2:44  |
| 2.     | Gina                                              | 3:27  |
| 3.     | Pátá                                              | 2:42  |
| 4.     | Jezdím bez nehod                                  | 2:44  |
| 5.     | Jó, třešně zrály                                  | 3:54  |
| 6.     | Letíme na měsíc                                   | 2:48  |
| 7.     | Š-Š-Ś (Šepotám)                                   | 2:35  |
| 8.     | Včera neděle byla                                 | 2:17  |
| 9.     | Oliver Twist                                      | 2:04  |
| 10.    | Nej, nej, nej...                                  | 2:53  |
| 11.    | Mně se líbí Bob                                   | 1:58  |
| 12.    | Hvězda na vrbě                                    | 2:44  |
| 13.    | Náhrobní kámen                                    | 3:52  |
| 14.    | Já budu chodit po špičkách                        | 2:11  |
| 15.    | Stín katerdál                                     | 3:24  |
| 16.    | San Francisco Be Sure To Wear Flowers In You Hair | 3:16  |
| 17.    | Řekni, kde ty kytky jsou                          | 3:44  |

## Hudební aranžmá
1. Měsíc – hudba: Karel Mareš, text: Eva Jarošová, zpěv: Yvonne Přenosilová
2. Gina – hudba, text a zpěv: Josef Zíma
3. Pátá (Down Town) – původní hudba a text: Tony Hatch, český text: Jiří Štaidl, zpěv: Zuzana Norisová
4. Jezdím bez nehod – hudba: Jaroslav Mangl, Jaroslav Kopáček, text: Zdeněk Borovec, zpěv: Milan Chladil
5. Jó, třešně zrály (Jailer, Give Me Water) – původní hudba a text: trad., český text: Ivo Fischer, zpěv: Waldemar Matuška
6. Letíme na měsíc – hudba: Karel Duba, vokály: František Živný, Libuše Příhodová, Karel Turnovský
7. Š-Š-Š (Sugar Town) – původní hudba a text: Lee Hazelwood, český text: Jan Šimon Fiala, zpěv: Zuzana Norisová
8. Včera neděle byla – hudba: Jiří Šlitr
9. Oliver Twist – hudba: Karel Mareš, text: Rostislav Černý, zpěv: Anna Veselá
10. Nej, nej, nej... – hudba: Zdeněk Marat, text: Miroslav Zikán, Jindřich Zpěvák, zpěv: Josef Zíma, Pavlína Filipovská
11. Mně se líbí Bob (My Boy Lollipop) – původní hudba: Morris Lewy, Robert Spencer, Johnnie Roberts, původní text: Moris Lewy, Robert Spencer, Johnnie Roberts, český text: Jiřina Fikejzová, zpěv: Bětka Stanková
12. Hvězda na vrbě – hudba: Karel Mareš, text: Jiří Štaidl, zpěv: Pavel Šváb, Bohumír Starka
13. Náhrobní kámen – hudba a zpěv: Petr Novák, text: Ivo Plicka
14. Já budu chodit po špičkách – hudba: Petr Novák, text: Ivo Plicka, zpěv: Bohuš Matuš
15. Stín katerdál – hudba: Karel Svoboda, text: Ivo Fischer, zpěv: Bohuš Matuš, Zuzana Norisová
16. San Francisco Be Sure To Wear Flowers In Your Hair – hudba a text: John E. Phillips, zpěv: Bohuš Matuš
17. Řekni, kde ty kytky jsou (Where Have All The Flowers Gone) – původní hudba a text: Peter Seeger, český text: Jiřina Fikejzová, zpěv: Judita Čeřovská